# 金鯱賞
金鯱賞（きんこしょう）は、日本中央競馬会（JRA）が中京競馬場で施行する中央競馬の重賞競走（GII）である。競馬番組表上の名称は「東海テレビ杯 金鯱賞（とうかいテレビはい きんこしょう）」と表記している。
競走名は名古屋城のシンボル「金の鯱」に由来する。鯱は水を呼び、火を防ぐといわれている。
寄贈賞を提供する東海テレビ放送は、名古屋市に本社を置き東海3県でフジテレビ系列の放送を行うテレビ局。中京競馬場で開催が行われる日には『KEIBA BEAT』を自社制作で放送している。
正賞は東海テレビ杯（1974年 - 1996年、2025年 - ）。

## 概要
1965年に別定重量の重賞競走として中京競馬場の砂1800mで創設された。その後、施行コースは1970年から新設された芝コースでの施行に変更。負担重量は1966年から1995年までハンデキャップとされたが、1996年から再び別定となり、かつ、宝塚記念へのステップレースにもなり、あわせて距離も2000mに変更された。2012年から2016年は11月末～12月開催となり、有馬記念へのステップレースにもなっていたが、2017年からは開催時期を3月に変更し、本競走の1着馬に同年からGIに昇格した大阪杯への優先出走権が付与される。
外国産馬は1996年より出走が可能になった。2000年からは外国馬も出走可能な国際競走となり、2012年からは地方競馬所属馬も出走可能になった。

### 競走条件
以下の内容は、2025年現在のもの。
出走資格：サラ系4歳以上
- JRA所属馬
- 地方競馬所属馬（後述）
- 外国調教馬（優先出走）

負担重量：別定
- 57kg、牝馬2kg減
  - 2024年3月9日以降のGI競走（牝馬限定競走を除く）1着馬2kg増、牝馬限定GI競走またはGII競走（牝馬限定競走を除く）1着馬1kg増
  - 2024年3月8日以前のGI競走（牝馬限定競走を除く）1着馬1kg増（2歳時の成績を除く）

大阪杯のステップ競走に指定されており、地方競馬所属馬は大阪杯の出走候補馬（3頭まで）に優先出走が認められている。また、地方競馬所属馬は本競走で2着以内の成績を収めた馬に大阪杯の優先出走権が与えられる。

### 賞金
2025年の1着賞金は6700万円で、以下2着2700万円、3着1700万円、4着1000万円、5着670万円。

## 歴史
- 1965年 - 4歳以上の馬による重賞競走として創設、中京競馬場の砂1800mで施行[5]。正賞は愛知県知事賞（〜1969年、1971年）[10]。
- 1970年 - この年のみ、名称を「博多ステークス（はかたステークス・第6回金鯱賞）」に変更して施行[7]。
- 1972年 - 正賞を名古屋市長賞に変更（当年と翌年の2年のみ）[10]。
- 1974年 - 名称を「東海テレビ杯 金鯱賞」に変更[7]。
- 1984年 - グレード制導入によりGIII[注 1]に格付け[5]。
- 1996年
  - GII[注 1]に格上げ[7]。
  - 施行距離を芝2000mに変更。同年GIに昇格した高松宮杯→高松宮記念の施行条件を事実上引き継ぐ。
  - 混合競走に指定され、外国産馬が出走可能になる[7]。
- 1997年 - 名称を「金鯱賞」に変更。
- 2000年 - 国際競走に変更され、外国調教馬が5頭まで出走可能となる[7]。
- 2001年 - 馬齢表示の国際基準への変更に伴い、出走資格を「3歳以上」に変更。
- 2004年 - 「日本中央競馬会創立50周年記念」の副称をつけて施行[7]。
- 2007年 - 日本のパートI国昇格に伴い、外国調教馬の出走枠が9頭に拡大[11]。
- 2012年
  - 開催時期を11月末～12月に変更。
  - 特別指定交流競走に指定され、地方競馬所属馬が2頭まで出走可能となる[8]。
- 2013年 - 「サイレンススズカメモリアル」の副称をつけて施行[12]。
- 2017年
  - 開催時期が3月に、それに伴い出走資格を「4歳以上」に変更。
  - この年から1着馬に大阪杯の優先出走権を付与。
  - 指定交流競走に変更、JRAに認定されていない地方所属馬も出走可能になる。
- 2018年 - 施行日を中山牝馬ステークスと交換。
- 2020年 - COVID-19の流行により、「無観客競馬」として実施[13]。
- 2024年 - 「JRA70周年記念競走」の副称をつけて施行[14]。
- 2025年 - 正賞の東海テレビ杯が東海ステークスから移動する形で、この年より競走名を再び「東海テレビ杯 金鯱賞」に再変更される[15]。

### 歴代優勝馬
コース種別を記載していない距離は、芝コースを表す。
優勝馬の馬齢は、2000年以前も現行表記に揃えている。
競走名は第6回が「博多ステークス」。
| 回数   | 施行日         | 競馬場 | 距離    | 優勝馬             | 性齢 | タイム | 優勝騎手   | 管理調教師 | 馬主                       |
| ------ | -------------- | ------ | ------- | ------------------ | ---- | ------ | ---------- | ---------- | -------------------------- |
| 第1回  | 1965年11月7日  | 中京   | 砂1800m | アオバ             | 牡3  | 1:54.3 | 沢峰次     | 森末之助   | 清水友太郎                 |
| 第2回  | 1966年8月28日  | 中京   | 砂1800m | パシカリーム       | 牝4  | 1:54.7 | 高橋隆     | 大久保亀治 | 山本愼一                   |
| 第3回  | 1967年7月30日  | 中京   | 砂1800m | クリバツク         | 牡3  | 1:53.4 | 田島良保   | 谷八郎     | 有馬静雄                   |
| 第4回  | 1968年8月4日   | 中京   | 砂1800m | ローエングリン     | 牡3  | 1:53.6 | 栗田勝     | 武田文吾   | 加藤吉朗                   |
| 第5回  | 1969年3月9日   | 中京   | 砂1800m | ハクセンショウ     | 牡5  | 1:52.5 | 増沢末夫   | 尾形藤吉   | 柏誠四郎                   |
| 第6回  | 1970年1月25日  | 小倉   | 1800m   | アリオーン         | 牡4  | 1:50.7 | 楠孝志     | 橋田俊三   | 加藤雅彦                   |
| 第7回  | 1971年7月11日  | 中京   | 1800m   | スインホウシュウ   | 牡3  | 1:48.3 | 安藤正敏   | 上田三千夫 | 上田清次郎                 |
| 第8回  | 1972年6月11日  | 中京   | 1800m   | シングン           | 牡4  | 1:49.3 | 飯田明弘   | 坂口正二   | 奈村信重                   |
| 第9回  | 1973年7月8日   | 中京   | 1800m   | サカエカホー       | 牡4  | 1:47.9 | 湯浅三郎   | 加藤清一   | 陳葉枝                     |
| 第10回 | 1974年7月7日   | 中京   | 1800m   | ホウシュウミサイル | 牡3  | 1:52.9 | 武田悟     | 夏村辰男   | 上田清次郎                 |
| 第11回 | 1975年7月13日  | 中京   | 1800m   | スズカハード       | 牡5  | 1:52.6 | 飯田明弘   | 小林稔     | 永井商事（株）             |
| 第12回 | 1976年7月11日  | 中京   | 1800m   | ヤマブキオー       | 牡6  | 1:49.9 | 徳吉一己   | 森末之助   | 清水一郎                   |
| 第13回 | 1977年7月10日  | 中京   | 1800m   | マチカネライコー   | 牡4  | 1:49.0 | 柴田光陽   | 清田十一   | 東豊産業（株）             |
| 第14回 | 1978年7月9日   | 中京   | 1800m   | スリーファイヤー   | 牝4  | 1:48.1 | 岩元市三   | 布施正     | 永井商事（株）             |
| 第15回 | 1979年7月8日   | 阪神   | 2000m   | ニチドウアラシ     | 牡3  | 2:00.8 | 村本善之   | 坂田正行   | 山田敏夫                   |
| 第16回 | 1980年7月6日   | 中京   | 1800m   | マリージョーイ     | 牝4  | 1:48.1 | 岩元市三   | 田中良平   | 小田切有一                 |
| 第17回 | 1981年7月5日   | 中京   | 1800m   | オーバーレインボー | 牡4  | 1:51.9 | 崎山博樹   | 土門一美   | 鳥居茂三                   |
| 第18回 | 1982年7月11日  | 中京   | 1800m   | テルノホープ       | 牡5  | 1:47.6 | 南井克巳   | 安藤正敏   | 中村照彦                   |
| 第19回 | 1983年7月10日  | 中京   | 1800m   | ラブリースター     | 牝4  | 1:50.0 | 田原成貴   | 領家政蔵   | 山本信行                   |
| 第20回 | 1984年7月8日   | 中京   | 1800m   | トーワカチドキ     | 牡5  | 1:52.8 | 田島信行   | 佐山優     | 斉藤一郎                   |
| 第21回 | 1985年7月7日   | 中京   | 1800m   | キャノンゼット     | 牡5  | 1:50.4 | 内山正博   | 小林稔     | 角田哲男                   |
| 第22回 | 1986年7月6日   | 中京   | 1800m   | イズミスター       | 牡4  | 1:51.8 | 土肥幸広   | 白井寿昭   | 今泉淳                     |
| 第23回 | 1987年6月28日  | 中京   | 1800m   | ノックアウト       | 牡4  | 1:47.7 | 南井克巳   | 田中良平   | 小田切有一                 |
| 第24回 | 1988年6月26日  | 中京   | 1800m   | パッシングパワー   | 牡5  | 1:47.4 | 高橋隆     | 大久保石松 | 山本菊一                   |
| 第25回 | 1989年6月25日  | 中京   | 1800m   | マルブツファースト | 牡7  | 1:48.0 | 村本善之   | 大久保正陽 | 大沢毅                     |
| 第26回 | 1990年6月17日  | 中京   | 1800m   | マロングラッセ     | 牝6  | 1:47.3 | 角田晃一   | 庄野穂積   | 栗林英雄                   |
| 第27回 | 1991年6月16日  | 中京   | 1800m   | ムービースター     | 牡5  | 1:46.6 | 武豊       | 坪憲章     | 吉田照哉                   |
| 第28回 | 1992年6月21日  | 中京   | 1800m   | イクノディクタス   | 牝5  | 1:47.5 | 村本善之   | 福島信晴   | 勝野憲明                   |
| 第29回 | 1993年6月20日  | 京都   | 1800m   | ウィッシュドリーム | 牡4  | 1:46.7 | 武豊       | 坪憲章     | （株）日本ダイナースクラブ |
| 第30回 | 1994年6月19日  | 中京   | 1800m   | マーベラスクラウン | 騸4  | 1:48.1 | 南井克巳   | 大澤眞     | 笹原貞生                   |
| 第31回 | 1995年6月18日  | 中京   | 1800m   | サマニベッピン     | 牝5  | 1:48.3 | 土肥幸広   | 加藤敬二   | （有）関澤産業             |
| 第32回 | 1996年6月9日   | 中京   | 2000m   | フジヤマケンザン   | 牡8  | 2:01.4 | 村本善之   | 森秀行     | 藤本龍也                   |
| 第33回 | 1997年5月24日  | 中京   | 2000m   | ゼネラリスト       | 牡4  | 2:02.3 | 松永幹夫   | 山本正司   | マエコウファーム（有）     |
| 第34回 | 1998年5月30日  | 中京   | 2000m   | サイレンススズカ   | 牡4  | 1:57.8 | 武豊       | 橋田満     | 永井啓弍                   |
| 第35回 | 1999年5月29日  | 中京   | 2000m   | ミッドナイトベット | 牡5  | 1:59.7 | 河内洋     | 長浜博之   | （有）社台レースホース     |
| 第36回 | 2000年5月27日  | 中京   | 2000m   | メイショウドトウ   | 牡4  | 1:58.5 | 安田康彦   | 安田伊佐夫 | 松本好雄                   |
| 第37回 | 2001年5月26日  | 中京   | 2000m   | ミッキーダンス     | 牡5  | 1:59.9 | 佐藤哲三   | 服部利之   | 三木久史                   |
| 第38回 | 2002年5月25日  | 中京   | 2000m   | ツルマルボーイ     | 牡4  | 1:58.3 | 横山典弘   | 橋口弘次郎 | 鶴田任男                   |
| 第39回 | 2003年5月31日  | 中京   | 2000m   | タップダンスシチー | 牡6  | 1:58.9 | 佐藤哲三   | 佐々木晶三 | （株）友駿ホースクラブ     |
| 第40回 | 2004年5月29日  | 中京   | 2000m   | タップダンスシチー | 牡7  | 1:57.5 | 佐藤哲三   | 佐々木晶三 | （株）友駿ホースクラブ     |
| 第41回 | 2005年5月28日  | 中京   | 2000m   | タップダンスシチー | 牡8  | 1:58.9 | 佐藤哲三   | 佐々木晶三 | （株）友駿ホースクラブ     |
| 第42回 | 2006年5月27日  | 中京   | 2000m   | コンゴウリキシオー | 牡4  | 1:58.8 | 岩田康誠   | 山内研二   | 金岡久夫                   |
| 第43回 | 2007年5月26日  | 中京   | 2000m   | ローゼンクロイツ   | 牡5  | 1:57.2 | 藤岡佑介   | 橋口弘次郎 | （有）サンデーレーシング   |
| 第44回 | 2008年5月31日  | 中京   | 2000m   | エイシンデピュティ | 牡6  | 1:59.1 | 岩田康誠   | 野元昭     | 平井豊光                   |
| 第45回 | 2009年5月30日  | 中京   | 2000m   | サクラメガワンダー | 牡6  | 1:58.4 | 福永祐一   | 友道康夫   | （株）さくらコマース       |
| 第46回 | 2010年5月29日  | 京都   | 2000m   | アーネストリー     | 牡5  | 1:59.5 | 佐藤哲三   | 佐々木晶三 | 前田幸治                   |
| 第47回 | 2011年5月28日  | 京都   | 2000m   | ルーラーシップ     | 牡4  | 2:02.4 | 福永祐一   | 角居勝彦   | （有）サンデーレーシング   |
| 第48回 | 2012年12月1日  | 中京   | 2000m   | オーシャンブルー   | 牡4  | 2:00.4 | C.ルメール | 池江泰寿   | 青芝商事（株）             |
| 第49回 | 2013年11月30日 | 中京   | 2000m   | カレンミロティック | 騸5  | 1:59.6 | 池添謙一   | 平田修     | 鈴木隆司                   |
| 第50回 | 2014年12月6日  | 中京   | 2000m   | ラストインパクト   | 牡4  | 1:58.8 | 川田将雅   | 松田博資   | （有）シルクレーシング     |
| 第51回 | 2015年12月5日  | 中京   | 2000m   | ミトラ             | 騸7  | 1:58.8 | 柴山雄一   | 萩原清     | 吉田勝己                   |
| 第52回 | 2016年12月3日  | 中京   | 2000m   | ヤマカツエース     | 牡4  | 1:59.7 | 池添謙一   | 池添兼雄   | 山田和夫                   |
| 第53回 | 2017年3月11日  | 中京   | 2000m   | ヤマカツエース     | 牡5  | 1:59.2 | 池添謙一   | 池添兼雄   | 山田和夫                   |
| 第54回 | 2018年3月11日  | 中京   | 2000m   | スワーヴリチャード | 牡4  | 2:01.6 | M.デムーロ | 庄野靖志   | （株）NICKS                |
| 第55回 | 2019年3月10日  | 中京   | 2000m   | ダノンプレミアム   | 牡4  | 2:00.1 | 川田将雅   | 中内田充正 | （株）ダノックス           |
| 第56回 | 2020年3月15日  | 中京   | 2000m   | サートゥルナーリア | 牡4  | 2:01.6 | C.ルメール | 角居勝彦   | （有）キャロットファーム   |
| 第57回 | 2021年3月14日  | 中京   | 2000m   | ギベオン           | 牡6  | 2:01.8 | 西村淳也   | 藤原英昭   | （有）社台レースホース     |
| 第58回 | 2022年3月13日  | 中京   | 2000m   | ジャックドール     | 牡4  | 1:57.2 | 藤岡佑介   | 藤岡健一   | 前原敏行                   |
| 第59回 | 2023年3月12日  | 中京   | 2000m   | プログノーシス     | 牡5  | 1:59.8 | 川田将雅   | 中内田充正 | （有）社台レースホース     |
| 第60回 | 2024年3月10日  | 中京   | 2000m   | プログノーシス     | 牡6  | 1:57.6 | 川田将雅   | 中内田充正 | （有）社台レースホース     |
| 第61回 | 2025年3月16日  | 中京   | 2000m   | クイーンズウォーク | 牝4  | 2:01.3 | 川田将雅   | 中内田充正 | （株）サンデーレーシング   |

#### 金鯱賞の記録
レースレコード - 1:57.2（第43回優勝馬 ローゼンクロイツ、第58回優勝馬 ジャックドール）